# ミディアルタ エンタテインメントワークス
株式会社ミディアルタエンタテインメントワークス（英称：Mediarte Entertainment Works Co.,Ltd.）は、
主に映画音響制作や音楽録音、テレビ番組、CMに関わるポストプロダクション、芸能事務所、録音・ダビングスタジオである。
VTR編集・テロップ・MAの業務、俳優、声優のマネージメント業務と同時に映画におけるポストプロダクション業務、劇伴制作、音楽録音を行っている。

## 沿革
- 2006年（平成18年）11月 - 株式会社パッチワークと株式会社ミディアルタ エンタテインメントワークスを吸収合併となる。
- 2007年（平成19年）9月 - 俳優・声優のマネージメントの事業を開始。
- 2007年（平成19年）末 - 広尾スタジオの他に、渋谷区富ヶ谷に新設された都内最大規模のダビングステージStage1と音楽録音向けに設計されたStage2、フルオーケストラを収容できるStage3のスタジオ施設の運営を開始。
- 2009年（平成21年）8月、アーティスト・エージェント部と演出制作部が事業独立し、株式会社ミディアルタを設立。

## 会社概要
- 代表取締役：佐藤忠治
- 設立年月日：2006年（平成18年）11月15日
- 所在地
  - 本社／富ヶ谷スタジオ - 〒151-0063 東京都渋谷区富ケ谷1丁目15番2号
  - 広尾スタジオ（旧パッチワークビデオスタジオ） - 〒150-0013 東京都渋谷区恵比寿2丁目36番13号　広尾SKビルB1F

## 所属スタッフ

### ビデオ編集担当
- 中根敏晶
- 御代田祥一
- 神保和則
- 渕真悟
- 須藤和美

### inferno担当
- 和田真弥

### MA担当
- 柳智孝

## スタジオ施設概要
新設のスタジオ設計は、世界的音響設備設計家・豊島政実（アビー・ロード・スタジオ、タウンハウス・スタジオ、メトロポリス、スティング、フィル・コリンズ、エンヤ等）が陣頭指揮を行い、各ステージには世界最新鋭Euphonix社製　System 5 Hybridコンソール、Pro Tools HD3、映像用の大スクリーンを標準設置。劇場用シネマプロジェクターやオプティカルサウンドリーダー搭載のKinotonフィルムプロジェクターも設置。

## 主な作品

### 劇場作品・DV D
- スチームボーイ
- BLOOD THE LAST VAMPIRE
- リターナー
- FREEDOM
- メトロに乗って
- FLAG
- 大奥

### テレビ番組

#### 現在
- めちゃ²イケてるッ!（フジテレビ）
- チョナン・カン（フジテレビ）
- はねるのトびら（フジテレビ）
- 1ばんスクラム!!（フジテレビ）

#### 過去
- FACTORY
- SmaSTATION!!
- ぷらちなロンドンブーツ
- 電脳コイル
- カイバ
- ふくらむスクラム!!

## ミディアルタ
2009年（平成21年）8月、アーティスト・エージェント部と演出制作部が事業独立し、株式会社ミディアルタを設立。2010年（平成22年）をもって解散。
最高顧問は百瀬慶一、代表取締役は栗山正志。

### 過去に所属していた主な声優・俳優
| - 伊藤健太郎（現所属：マウスプロモーション） - 岩永哲哉（フリー） - 上田燿司（現所属：アミュレート） - 大林洋平 - 向後啓介 - 津田健次郎（現所属：アンドステア） - 栩原楽人（現所属：ノックス） - 吉本元喜（現所属：ピアレスガーベラ） - 米山雄太（現所属：ブロッサム・エンターテイメント） | - 石井利奈 - 内山典子 - 佐久間紅美（現所属：アミュレート） - 庄子裕衣（現所属：アミュレート） - 津川祝子（現所属：アミュレート） - 中川里江（現所属：ピアレスガーベラ） - 平野妹（現所属：CROSS CALL） - 星野早（ピアレスガーベラに移籍後引退） |